# Rhiannon : La Malédiction des Quatre Branches
Rhiannon : La Malédiction des Quatre Branches, souvent abrégé Rhiannon, est un jeu vidéo d'aventure pour PC développé par Arberth Studios. Le jeu est sorti en anglais en 2008 sous le nom Rhiannon: Curse of the Four Branches, et en français le 30 novembre 2009. L'édition française, au départ uniquement sortie en version téléchargeable, a ensuite été diffusée en version « boîte » par Micro Application.
La traduction du jeu dans les différents pays d'Europe a été marquée par de nombreux rebondissements de la fin de l'année 2008 à la fin de l'année 2009. L'éditeur et distributeur Lighthouse Interactive ayant déclaré faillite début 2009, la traduction française du jeu a finalement été assurée par un groupe de « fans » portant le nom des « Rhemystes », et non par une société spécialisée dans les traductions comme cela se fait habituellement.
Poussé par la bonne réception critique de Rhiannon, Arberth Studios avait prévu de développer un second jeu intitulé « Coven », traitant de sorcellerie au Pays de Galles. Le projet est néanmoins sans nouvelles depuis 2009 et Rhiannon devrait donc rester l'unique jeu développé par Arberth Studios.

## Système de jeu
Rhiannon est un jeu d'aventure point & click en vue subjective (première personne). Les déplacements dans les environnements se font par plans fixes sans vue à 360°.

## Accueil

### Critique
- Adventure Gamers : 3/5[6]
- Jeuxvideo.com : 14/20[7]

### Récompenses
À la suite d'un sondage réalisé auprès des membres du site Planète Aventure en décembre 2009, le jeu Rhiannon a été élu « Jeu PC de l'année 2009 » parmi un ensemble de 10 jeux d'aventure proposés. Le jeu a reçu 26 % des votes.